# Romain Grégoire
Romain Grégoire (Besançon, 21 de janeiro de 2003) é um ciclista francês que corre para a equipa Groupama-FDJ.

## Palmarés
- 2022
  - Liège-Bastogne-Liège sub-23
  - Giro do Belvedere[1]
  - Grande Prêmio Palio do Recioto
  - Flecha das Ardenas
  - 1 etapa do Giro d'Italia Jovem sub-23
  - 1 etapa do Tour de l'Avenir[2]

- 2023
  - Quatro Dias de Dunquerque, mais 1 etapa
  - Tour de Limusino, mais 2 etapas

## Resultados em Grandes Voltas
| Corrida | Corrida         | 2022 | 2023 |
| ------- | --------------- | ---- | ---- |
|         | Giro d'Italia   | —    | —    |
|         | Tour de France  | —    | —    |
|         | Volta a Espanha | —    |      |

―: não participa
Ab.: abandono

## Equipas
- Groupama-FDJ Continental (2022)
- Groupama-FDJ (2023-)